# كهوف جينيستا
كهوف جينيستا (بالإنجليزية: Genista Caves)‏ هي كهوف تقع ضمن أقاليم ما وراء البحار البريطانية في منطقة جبل طارق التابعة للتاج البريطاني.